# M-13
La M-13 es una autopista de acceso al Aeropuerto de Madrid-Barajas, con una longitud de 4 km, uniendo la salida 3 de la M-12 con las terminales T-1, T-2 y T-3. La M-12 a su vez conecta con la terminal T-4.
Como tal sirve de conexión interna entre la antigua área de terminales del Aeropuerto de Madrid-Barajas formada por las terminales T-1, T-2 y T-3 y la nueva terminal T-4.
Esta autopista M-13 forma parte de la M-12, cuya sociedad concesionaria Autopista Eje Aeropuerto Concesionaria Española S.A. de OHL ha sido quebrada en el año 2018, ahora esta en manos de la Sociedad Estatal de Infraestructuras del Transporte Terrestre (SEITT), organismo dependiente del Ministerio de Transportes, Movilidad y Agenda Urbana.

## Nomenclatura
Esta autovía se denomina así por ser la tercera autovía de acceso al Aeropuerto de Madrid-Barajas.

## Trazado actual
- salida 0: enlace con la M-12, la cual enlaza al norte con la terminal T-4 y la A-1 (sin peaje) y al sur con la M-40 (con peaje)
- salida 1: enlace al norte con la M-111 hacia Paracuellos de Jarama y al sur con la avenida de Logroño hacia el barrio de Barajas
- salida 3/4: acceso a las terminales del aeropuerto T-1, T-2 y T-3 y enlace con la M-14 (hacia la A-2) y la M-11 (hacia la M-40, M-30, A-1 y M-607)

## Tramos
| Denominación | Tramo                                           | km | Año servicio |
| ------------ | ----------------------------------------------- | -- | ------------ |
| M-13         | Enlace M-12 - Aeropuerto de Madrid-Barajas M-14 | 4  | 2005         |